# Lytton Strachey
Pour les articles homonymes, voir Strachey.
Œuvres principales
- Victoriens éminents

Giles Lytton Strachey, né le 1er mars 1880 à Londres en Angleterre et mort le 21 janvier 1932 à Ham dans le Wiltshire en Angleterre, est un écrivain et critique britannique. Il a établi une nouvelle forme de biographie, dans laquelle l'interprétation psychologique et la sympathie se doublent d'humour et d'irrévérence.

## Biographie
Il est le fils de Jane Maria Strachey, née Grant, femme de lettres et militante féministe, et de Richard Strachey, haut fonctionnaire colonial britannique. Il est le onzième de treize enfants, dont dix atteignent l'âge adulte. Plusieurs membres de sa fratrie connaissent comme lui une certaine notoriété : James Strachey, cofondateur du Bloomsbury Group et traducteur de la Standard Edition, l'écrivaine Dorothy Bussy, la pédagogue Pernel Strachey, Oliver Strachey, cryptographe durant la Seconde Guerre mondiale et Philippa Strachey, militante féministe.
De 1899 à 1905, il fait ses études à Trinity College (Cambridge), après avoir étudié l'histoire à l'université de Liverpool. À Cambridge, il fait partie de la société secrète des Cambridge Apostles et se lie d'amitié avec plusieurs de ses membres : le philosophe G. E. Moore, John Maynard Keynes et Leonard Woolf ; hors du groupe des Apostles, il devient un ami très proche de Thoby Stephen, Virginia Stephen et Clive Bell, et ils forment le groupe d'intellectuels connu sous le nom de Bloomsbury Group.

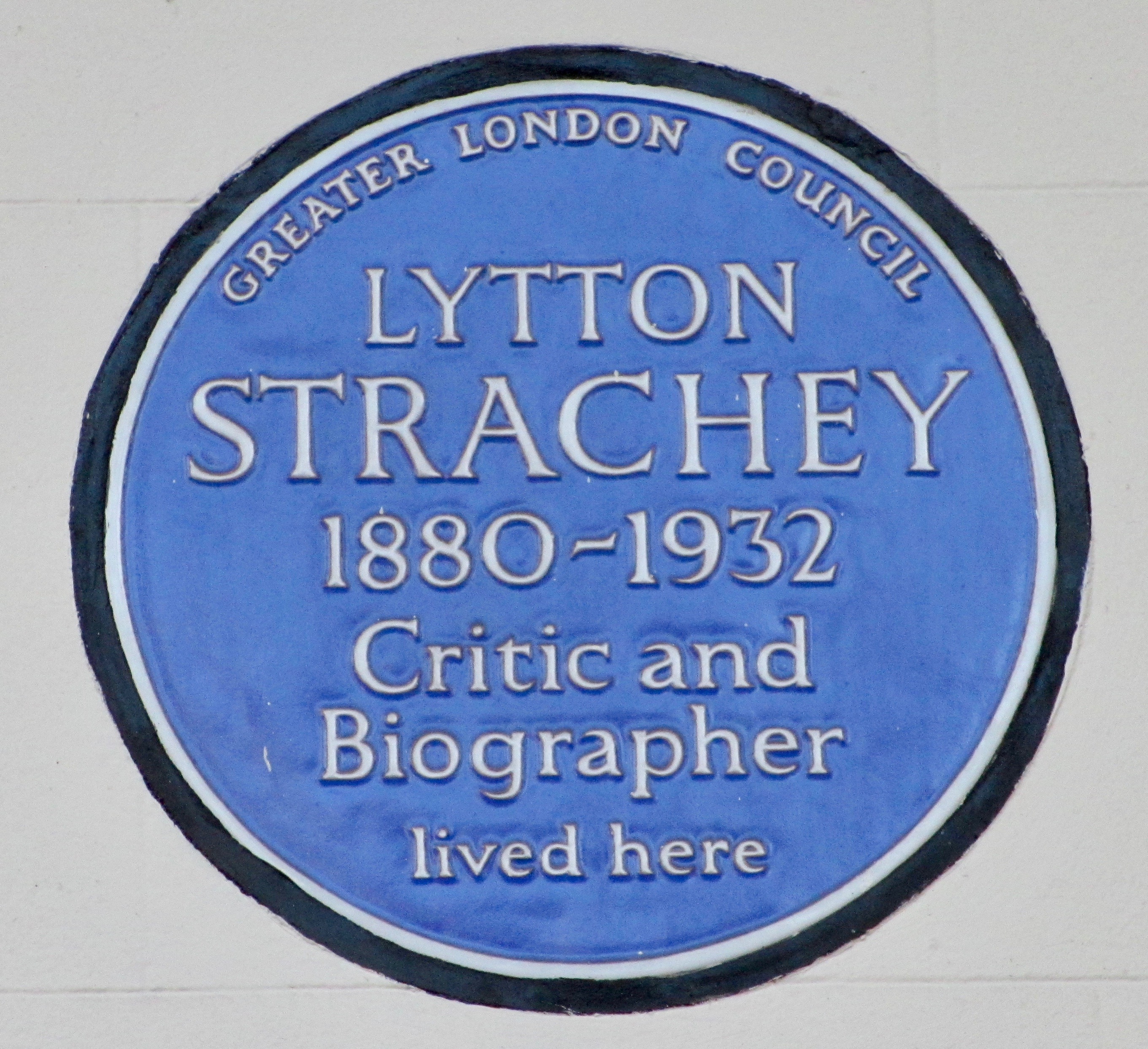
Plaque bleue, Gordon Square

Entre 1904 et 1914, il écrit des critiques de livres et de pièces de théâtre pour The Spectator, publie des vers, et écrit une importante étude de critique littéraire, Landmarks in French Literature (1912). Pendant  la Première Guerre mondiale, il est objecteur de conscience, et passe son temps avec des personnes qui partagent ses convictions, comme Lady Ottoline Morrell et les Bloomsberries. Son premier grand succès, et sa plus grande réussite, est Victoriens éminents (Eminent Victorians, 1918), recueil de quatre courtes biographies de grandes figures de l'époque victorienne : le cardinal Manning, Florence Nightingale, le Dr Thomas Arnold, le général Charles George Gordon. Avec un humour froid, il y expose les faiblesses humaines de ses sujets et ce qu'il voyait comme hypocrisie au cœur de la morale victorienne. À cette œuvre succède dans la même veine La Reine Victoria (Queen Victoria, 1921).
Il meurt d'un cancer de l'estomac (non diagnostiqué à l'époque) à l'âge de 51 ans dans sa maison de campagne près de Hungerford dans le Wiltshire. L'artiste Dora Carrington, qui partageait sa vie, se suicide peu après.

## Vie privée

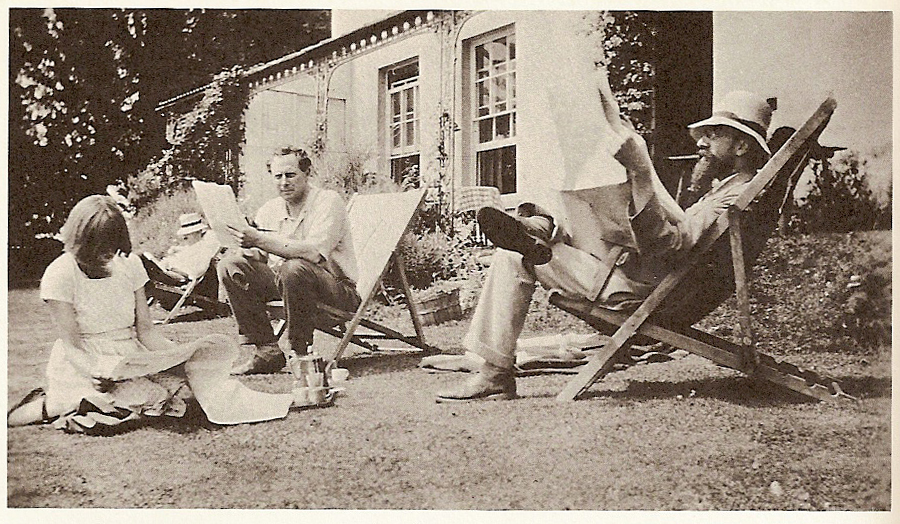
Dora Carrington, Ralph Partridge et Lytton Strachey

Bien que Strachey ait exprimé librement son homosexualité avec ses amis de Bloomsbury, sa sexualité ne fut pas révélée publiquement avant 1967-1968, notamment dans la biographie de Michael Holroyd.
Un refrain de leur époque décrit leur relation inhabituelle :

« Lytton Strachey était gay, Dora était bisexuelle
C'est une drôle de vie d'être intellectuel (...) »

Très proche ami de Diana Mitford (qui épousera le fasciste Oswald Mosley), sa relation singulière avec la peintre Dora Carrington — qui l'aimait, mais Lytton Strachey était plus intéressé par son mari Ralph Partridge (de manière platonique), ainsi que par plusieurs autres jeunes hommes — est mise en scène dans Carrington (1995), film britannique de Christopher Hampton. Jonathan Pryce reçoit le Prix du meilleur acteur au Festival de Cannes pour son incarnation du rôle de Lytton Strachey dans ce film.
Sa correspondance, éditée par Paul Levy (en), paraît en 2005.

## Œuvres
- Landmarks in French Literature (1912)
- Eminent Victorians: Cardinal Manning, Florence Nightingale, Dr Arnold, General Gordon (1918) ; trad. Victoriens éminents, Gallimard, 1933 ; 1980.
- Queen Victoria (1921) (James Tait Black Memorial Prize) ; trad. La Reine Victoria, Payot, 1923 ; 1952 ; 1992.
- Books and Characters (1922)
- Elizabeth and Essex: A Tragic History (1928) ; trad. Elisabeth et le comte d'Essex, histoire tragique, Gallimard, 1929.
- Portraits in Miniature and Other Essays ([1931)
- Characters and Commentaries (ed. James Strachey, 1933)
- Spectatorial Essays (ed. James Strachey, 1964)
- Ermyntrude and Esmeralda (1969) trad. Ermyntrude et Esmeralda, Flammarion, 1971 ; 1995.
- Lytton Strachey by Himself: A Self Portrait (ed. Michael Holroyd, 1971)
- The Really Interesting Question and Other Papers (ed. Paul Levy, 1972)
- The Shorter Strachey (ed. Michael Holroyd and Paul Levy, 1980)
- Scènes de conversation, Le Promeneur, 1991.
- Cinq excentriques anglais, Le Promeneur, 1992.
- La douceur de vivre, Le Promeneur, 1992.
- The Letters of Lytton Strachey (éd. Paul Levy, 2005)

## Poésie
- Ely: an Ode (written at Trinity College)

## Source de la traduction
- (en) Cet article est partiellement ou en totalité issu de l’article de Wikipédia en anglais intitulé « Lytton Strachey » (voir la liste des auteurs).